# Francis Hovell-Thurlow-Cumming-Bruce
Francis Hovell-Thurlow-Cumming-Bruce, 8e baron Thurlow, né le 9 mars 1912 et mort le 24 mars 2013, est un diplomate et homme politique britannique.

## Biographie
Il est le deuxième fils du révérend Charles Hovell-Thurlow-Cumming-Bruce, 6e baron Thurlow, et un petit-fils de l'homme politique libéral Thomas Hovell-Thurlow-Cumming-Bruce (5e baron Thurlow), qui est Paymaster-General sous William Ewart Gladstone. En 1971, il succède à son frère aîné en tant que 8e baron Thurlow.
Thurlow fait ses études à la Shrewsbury School et au Trinity College de Cambridge, où il obtient une maîtrise en arts (MA) .
Thurlow est fonctionnaire au ministère de l'Agriculture en Écosse de 1935 à 1937 et pendant la période de la Seconde Guerre mondiale, il est secrétaire du haut-commissariat britannique en Nouvelle-Zélande de 1949 à 1944 et au Canada de 1944 à 1945. Il est secrétaire privé du secrétaire d'État aux relations avec le Commonwealth de 1947 à 1949, puis conseiller du haut-commissariat britannique à New Delhi, en Inde, de 1949 à 1952. Il devient conseiller du gouverneur de la Gold Coast en 1955; lorsque cette colonie devient indépendante du Ghana en 1957, il est nommé premier haut-commissaire adjoint de Grande-Bretagne là-bas, avant de devenir haut-commissaire adjoint au Canada en 1959 .
Il est haut-commissaire en Nouvelle-Zélande de 1959 à 1963, puis au Nigéria de 1963 à 1966, sous-secrétaire d'État adjoint au ministère des Affaires étrangères et du Commonwealth en 1964, et gouverneur des Bahamas de 1968 à 1972.
Après avoir pris sa retraite du service, il est nommé président de l'Institut d'étude comparée de l'histoire, de la philosophie et des sciences en 1975.
Le plus jeune frère jumeau de Thurlow, Sir Roualeyn Cumming-Bruce, CP, est juge de la Haute Cour de justice et Lord Justice of Appeal.
Thurlow épouse Yvonne Diana Wilson le 11 août 1949. Ils ont  quatre enfants. Thurlow est décédé en Angleterre à l'âge de 101 ans.